# Micropterix berytella
Micropterix berytella là một loài bướm đêm thuộc họ Micropterigidae. Nó được tìm thấy ở Israel. Nó được Joannis miêu tả năm 1886.